# Suburbi de Rome
Les suburbi (suburbio au singulier, « faubourgs » en français) sont à Rome, des territoires construits au-delà de la limite des quartieri. Fusionnés entre eux pour constituer ces quartieri ou destinés à le devenir en l'état, ils sont à l'origine de tailles très variables. 
1 - Jusqu'en 1930, les 11 faubourgs existants étaient codifiés par lettre S suivie d'un code alphabétique d'une ou deux lettres :
| N°   | Nom du suburbio | N°   | Nom du suburbio | N°   | Nom du suburbio     |
| S.M  | Milvio          | S.P  | Pinciano        | S.TI | Tiburtino           |
| S.TU | Tuscolano       | S.AL | Appio-Latino    | S.PL | Prenestino-Labicano |
| S.O  | Ostiense        | S.PO | Portuense       | S.G  | Gianicolense        |
| S.A  | Aurelio         | S.T  | Trionfale       | -    | -                   |

2 - Puis les faubourgs ont reçu une codification associant toujours la lettre S suivie de chiffres romains : 
| N°    | Nom du suburbio     | N°     | Nom du suburbio | N°    | Nom du suburbio |
| S.I   | Tor di Quinto       | S.II   | Nomentano       | S.III | Tiburtino       |
| S.IV  | Prenestino-Labicano | S.V    | Tuscolano       | S.VI  | Appio-Latino    |
| S.VII | Portuense           | S.VIII | Gianicolense    | S.IX  | Aurelio         |
| S.X   | Trionfale           | S.XI   | Della Vittoria  | -     | -               |

3 - En 1961, cinq d'entre eux, S.II à S.VI, sont officiellement associés à un quartiere selon le tableau suivant :
| N° et nom du suburbio      | N° et nom du quartiere                   |
| S.II - Nomentano           | Q.XXI - Pietralata                       |
| S.III - Tiburtino          | Q.XXII - Collatino                       |
| S.IV - Prenestino Labicano | Q.XXIII - Alessandrino                   |
| S.V - Tuscolano            | Q.XXIV - Don Bosco Q.XXV - Appio Claudio |
| S.VI - Appio-Latino        | Q.XXVI - Appio-Pignatelli                |

4 - Actuellement[Quand ?], les seuls faubourgs en attente d'être transformés en quartieri sont :
| N°   | Nom du suburbio | N°    | Nom du suburbio | N°     | Nom du suburbio |
| S.I  | Tor di Quinto   | S.VII | Portuense       | S.VIII | Gianicolense    |
| S.IX | Aurelio         | S.X   | Trionfale       | S.XI   | Della Vittoria  |